# Liste der Monuments historiques in Hessenheim
Die Liste der Monuments historiques in Hessenheim führt die Monuments historiques in der französischen Gemeinde Hessenheim auf.

## Liste der Objekte
| Bezeichnung                | Beschreibung | Standort                        | Kennzeichnung | Schutzstatus | Datum     | Bild           |
| -------------------------- | --- | ------------------------------- | ------------- | ------------ | --------- | -------------- |
| Orgel                      | Ensemble aus PM67000124 und PM67001137                                                                                           | in der Kirche St-Laurent (Lage) | PM67001024    | Classé       | 1977 2010 | weitere Bilder |
| Orgelprospekt              | 1760 von Johann Andreas Silbermann für die Kirche St-Étienne in Rosheim gebaut, 1860 von Stiehr-Mockers nach Hessenheim versetzt | in der Kirche St-Laurent (Lage) | PM67000124    | Classé       | 1977 2010 | weitere Bilder |
| Instrumentalteil der Orgel | 1760 von Johann Andreas Silbermann für die Kirche St-Étienne in Rosheim gebaut, 1860 von Stiehr-Mockers nach Hessenheim versetzt | in der Kirche St-Laurent (Lage) | PM67001137    | Classé       | 2010      | weitere Bilder |